# Chromatomyia qinghaiensis
Chromatomyia qinghaiensis är en tvåvingeart som beskrevs av Gu 1991. Chromatomyia qinghaiensis ingår i släktet Chromatomyia och familjen minerarflugor. Inga underarter finns listade i Catalogue of Life.